# 2004 BL86
2004 BL86, eller (357439) 2004 BL86  är en jordnära asteroid som passerade jorden på ett avstånd av 3,1 månavstånd (1,2 miljoner km) den 26 januari 2015 klockan 16.20 UT. Den upptäcktes den 30 januari 2004 av LINEAR.
Den 26 januari 2015 hade asteroiden en skenbar magnitud på ungefär 9 och befann sig nära himmelsekvatorn. Asteroiden befann sig i opposition den 27 januari 2015 klockan 04.31 UT. Goldstone Deep Space Communications Complex observerade asteroiden under hela januari 2015 då den var som närmast. Detta var den närmaste passagen av asteroiden under åtminstone de närmaste 200 åren, och den närmaste passagen av något känt objekt av denna storlek ända till 2027, då (137108) 1999 AN10 passerar jorden på nära håll.